# Théâtre Victoria Eugenia
Le Théâtre Victoria Eugenia (Victoria Eugenia Antzokia en basque) est un théâtre situé dans la ville basque de Saint-Sébastien (Espagne) et nommé en l'honneur de Victoire-Eugénie de Battenberg, épouse d'Alphonse XIII.
De style néo-Renaissance, il est l'œuvre de l'architecte Francisco de Urcola et a été inauguré en 1912. Il a été la scène d'importantes premières de zarzuela et de toutes les éditions du festival international de cinéma de Saint-Sébastien jusqu'en 1999, durant lesquelles se sont déroulés des événements comme les premières mondiales des films Sueurs froides et La Mort aux trousses d'Alfred Hitchcock. 
Entre 2001 et 2007 a été mené à terme un profond processus de restauration du théâtre. Tout au long de son siècle d'histoire, il a été l'épicentre de la vie culturelle de la ville et a été érigé dans un des plus actifs et importants théâtres d'Espagne.

## Le projet
Au début du XXe siècle, Saint-Sébastien vivait une étape de splendeur, fruit de sa renommée croissante comme ville de station thermale et comme la plus importante destination touristique de la bourgeoisie et de l'aristocratie espagnole et l'un des plus populaires au sein de l'aristocratie européenne. Afin de réaffirmer le caractère bourgeois et élégant de la ville, ainsi que pour promouvoir son développement en ce sens, en 1902 on a créé la Sociedad Anónima de Fomento de Saint-Sébastien, dont l'objectif principal était la construction d'un théâtre et d'un  hôtel de luxe.
On a réfléchi aux diverses situations pour la construction des deux bâtiments. Une des options qui ont été évaluées a été sa construction face à la baie de la Concha. Finalement, on a opté pour le terrain occupés par les jardins d'Oquendo, qui a été cédé par la mairie de Saint-Sébastien avec la condition que le théâtre devienne propriété municipale après 70 années.

## Construction et inauguration
En 1909, de manière simultanée, ont commencé la construction de l'Hôtel María Cristina et le Théâtre Victoria Eugenia. L'hôtel a été aussi l'œuvre de l'architecte français Charles Mewes, auteur de plusieurs hôtels Ritz dans différentes villes européennes, dont le Ritz de Madrid, et la direction du projet a été incombé à Francisco de Urcola, architecte, à son tour, du Théâtre Victoria Eugenia. Urcola a tenu compte de l'expérience des derniers théâtres construits à Vienne et Paris. En 1912 ont été inaugurés les deux bâtiments. Le théâtre sera construit dans un important catalyseur de la création artistique de la ville, et situera Saint-Sébastien dans le circuit des plus importants théâtres du pays.

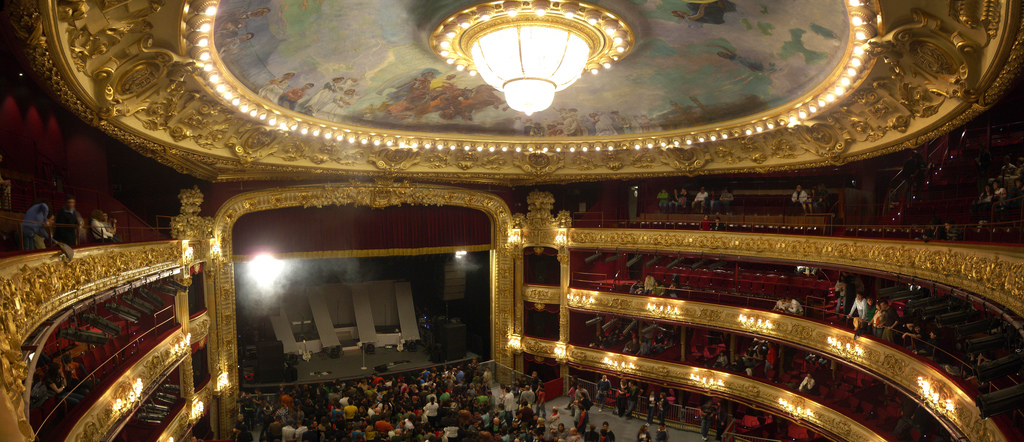
Intérieur du théâtre Victoria Eugenia, avec la plateforme installée au-dessus du patio de fauteuils.

## L'édifice
Le Théâtre Victoria Eugenia, de style Néorenaissance espagnol et  neoplateresque dont l'entrée principale est située dans le Paseo de la República Argentine, occupe une surface totale de 2,400 m2. Dans la façade principale se trouvent quatre bustes, correspondant au Comte de Peñaflorida,  Arriaga,  Eslava,  Gayarre,  Gaztambide et  Santesteban. Les façades du bâtiment sont de pierre sablonneuse, matériel typique des constructions de l'époque dans la ville.
La salle principale est couverte par une Voûte, décorée de  fresques d'Ignacio Ugarte, de thématique "costumbrista". La capacité du théâtre avant les travaux de réforme terminées en 2007 était de quelque 1250 places. Après ces travaux, la capacité a été réduite à 900, du principalement à l'installation de fauteuils plus grands et à l'élimination de ceux-ci avec une plus mauvaise visibilité.
Les places de la salle principale sont réparties entre le patio de fauteuils, de l'étage principal, réservé aux balcons (auxquels on accède via le perron situé juste à l'entrée du théâtre), partie basse et amphithéâtre.
Avec les travaux développés entre 2001 et 2007, financés à parts égales par la mairie de Saint-Sébastien et du Ministère de Culture (le manque de financement par la Députation Forale de Guipuzcoa et du Gouvernement basque a suscité une certaine polémique), le théâtre a souffert, outre les changements déjà indiqués quant au nombre de places, un important processus de restructuration et d'obtention de nouveaux espaces. À la suite des travaux, on a créé deux nouvelles salles : celle appelée "Sala Club", créée sous le patio des fauteuils grâce à la profondeur considérable perdue que l'ancien patio enfermait, et une salle de danse et ballet sous le toit du bâtiment. Avec les travaux sur l'espace scénique ainsi étendu, on a rénové de manière plus complète le système scénique, incorporant les dernières technologies du son et ont été ouvertes de nouvelles possibilités d'utilisation, comme la conversion du patio de fauteuils sur une surface lisse qui permet l'utilisation du théâtre comme café-théâtre. Le puits a été restauré, devenant plus pratique et confortable bien que de petite taille. D'autres innovations dont l'intégration d'élévateurs et l'amélioration de l'accessibilité.
Certains des travaux, surtout dans l'entrée du théâtre et du perron central, ont affaibli, dans une grande mesure, l'essence originale du théâtre, sacrifiant la part de l'identité du théâtre pour un type d'enceinte différente de celui conçu par l'architecte Urcola dans le projet original. Après les travaux, le théâtre est passé d'une entrée de style de début du XXe siècle, avec une décoration abondante et des tons roses et dorés très caractéristiques, avec un perron, à présenter élégant ce que certains ont qualifié d'« excès de marbre », éliminant la grande partie des éléments d'ornement qui caractérisaient l'entrée précédente et en lui donnant une couleur blanche qui dans aucun cas ne correspond à l'authentique Victoria Eugenia. La ré inauguration du théâtre a provoqué une petite polémique à Saint-Sébastien, d'une part les groupes d'opposition ont qualifié « opportunistes » du moment de la ré inauguration du théâtre qui a été effectuée quelques jours avant les élections municipales puisqu'ils faisaient allusion aux jardins et les parcs extérieurs du bâtiment étaient encore en travaux et que cette inauguration aurait dû être réalisée durant le mois de septembre avec le Festival de Cinéma de Donostia/Saint-Sébastien comme vitrine internationale. Quelques groupes d'opposition au maire socialiste Odon Elorza ont affirmé que la  marquise qui couronne l'entrée du théâtre est plus appropriée à un arrêt d'autobus qu'à une entrée de théâtre. Si à tout ceci nous ajoutons que durant le premier mois de la nouvelle vie du théâtre on a dû évacuer d'urgence le bâtiment lors d'un concert d'Alaska étant donné des déficiences dans le sol qui mettaient en danger l'intégrité du public, on pourrait dire que le début de ce nouveau théâtre a été chaotique.
Dans le théâtre on trouve les bureaux du Festival de Jazz de Saint-Sébastien, de la Quinzaine Musicale et du  Festival International de Cinéma de Saint-Sébastien.

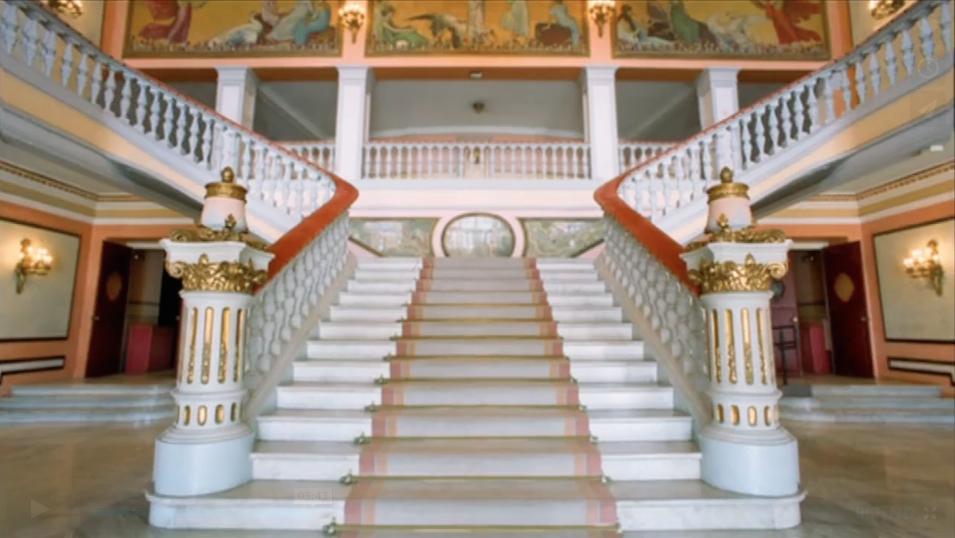
Escalier d'accès aux avant la restauration effectuée entre 2000 et 2007.
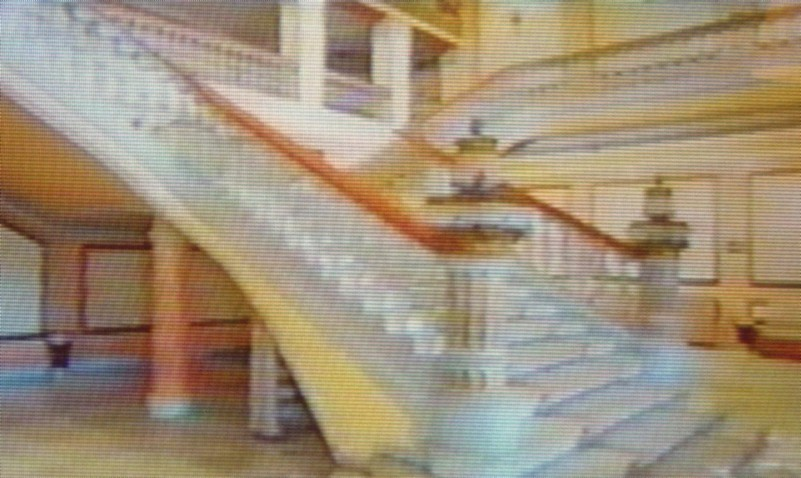
Escalier d'accès a los palcos antes de la reforma acometida entre 2000 y 2007.
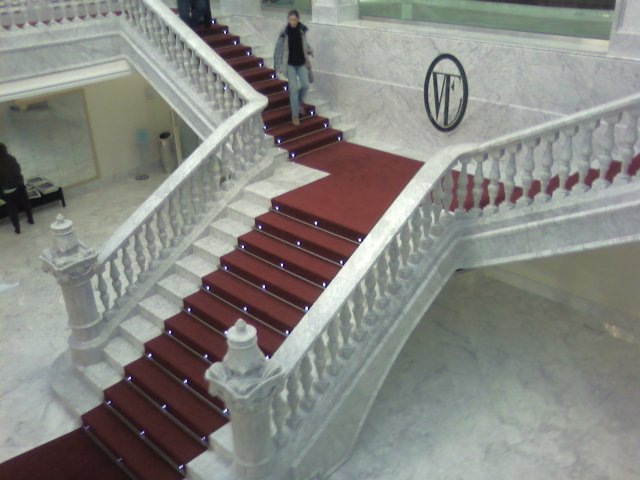
Escaliers d'accès du théâtre après les travaux.

## Quelques visiteurs célèbres
| - Théâtre - Gregorio Martínez Sierra - Jacinto Benavente - Pedro Muñoz Seca - Rafael Rivelles - Valeriano León - Aurora Redondo - Catalina Bárcena - Lola Membrives - Antonio Vico - Amparo Rivelles - Enrique Rambal - María Fernanda Ladrón de Guevara - Adolfo Torrado - Vittorio Podrecca - Margarita Xirgu - Cipriano de Rivas Cherif - Irene López Heredia - María Guerrero - Fernando Díaz de Mendoza - Fernando Rey - Miguel Mihura - Edgar Neville - Conchita Montes - Philippe Genty - Alejandro Casona - José Carlos Plaza - Alfonso Sastre - Lluís Pasqual - Adolfo Marsillach - José Luis Alonso - Lindsay Kemp - José Tamayo - José María Rodero - Miguel Narros - Lola Cardona |  | - Musique - Pablo Sorozábal - Federico Moreno Torroba - Luis Sagi-Vela - David Parry - Mstislav Rostropóvich - Benjamino Gigli - Alfredo Kraus - Plácido Domingo - Joaquín Achúcarro - Matilde Favero - Carlo Tagliabue - Marilyn Horne - Ataúlfo Argenta - Ainhoa Arteta - Jessye Norman - Luis Mariano - Narciso Yepes - Alicia de Larrocha - Igor Markevitch - Victoria de los Ángeles - Luciano Pavarotti - Nicanor Zabaleta - Teresa Berganza - Rafael Frübeck - Antxon Aiestaran - Mari Trini - María Dolores Pradera - Chavela Vargas - Joan Manuel Serrat - Atahualpa Yupanqui - Paco de Lucía - Jorge Cafrune - Patxi Andión - Duncan Dhu - Amancio Prada |  | - Musique (suite) - José Menese - Narciso Yepes Cardona - Francisco Escudero - Montserrat Caballé - Ivo Pogorelich - Yehudi Menuhin - Mikel Erentxun - Maria Berasarte - Folklore - La Argentinita - Imperio Argentina - Lola Flores - Paquita Rico - Danse - Antonio Gades - Roland Petit - Cristina Hoyos - Maurice Béjart - Pilar López - Víctor Ullate - Alicia Alonso - Maya Plisetskaya - Cinéma - Deborah Kerr - Audrey Hepburn - Gloria Swanson - Kirk Douglas - Leslie Caron - Monica Vitti - Francisco Rabal - Anthony Quinn - Nicholas Ray - Elizabeth Taylor - Richard Burton - Gina Lollobrigida - Harrison Ford |  | - Cinéma (suite) - Victoria Abril - Jacqueline Bisset - George Peppard - Luise Rainer - Alberto Sordi - Sydney Pollack - Peter O'Toole - Sidney Poitier - Charlton Heston - Glenn Close - Anjelica Huston - Sophia Loren - Mel Gibson - Keanu Reeves - Antonio Banderas - Gregory Peck - Glenn Ford - Vittorio Gassman - Bette Davis - Claudette Colbert - Anthony Perkins - Lauren Bacall - Robert Mitchum - Lana Turner - Susan Sarandon - Catherine Deneuve - Al Pacino - Michael Douglas - Jeremy Irons - Jeanne Moreau - Anthony Hopkins - John Travolta - John Malkovich - Fernando Fernán Gómez - Vanessa Redgrave - Michael Caine |  | - Cinéma (suite) - Robert De Niro - Warren Beatty - Jessica Lange - Bob Hoskins - Dennis Hopper - Isabelle Huppert - Sean Penn - Robert Duvall - Federico Fellini - Alfred Hitchcock - Jean-Luc Godard - King Vidor - Anthony Mann - Bernardo Bertolucci - Franco Zeffirelli - Francis Ford Coppola - Fritz Lang - Robert Altman - Howard Hawks - François Truffaut - Orson Welles - Luis Buñuel - Steven Spielberg - Joseph von Sternberg - Nikita Mikhalkov - Pedro Almodóvar - Sergio Leone - Roman Polanski - Sam Peckinpah - Joseph L. Mankiewicz - Stanley Donen - Ethan Coen - Bertrand Tavernier - Richard Gere - Brad Pitt - Quentin Tarantino |